# Probles brevicauda
Probles brevicauda là một loài tò vò trong họ Ichneumonidae.